# БМ „Оплот“
БМ „Оплот“ е украински основен боен танк. Разработена от Харковския бронетанков завод, която е модернизация на танка Т-84У «Оплот». БМ „Оплот“, снабден е с комплекс за изстрелване на управляеми противотанкови ракети „Комбат“. БМ „Оплот“ е фундаментална модернизация на Т-84У „Оплот“ и най-новият представител на танковете от серията Т-84.

## История
Производството на първия танкът започна в края на 2008 г. и отне три месеца.
През май 2009 г. танкът е приет от въоръжените сили на Украйна под името БМ „Оплот“.
Серийното производство на БМ „Оплот“ започна през 2013 г.
Първият договор за продажба на БМ „Оплот“ на чуждестранни купувачи е подписан на 1 септември 2011 г. Кралските въоръжени сили на Тайланд е поръчала 49 танка БМ „Оплот“ на стойност 240 млн. долара. Танкът е избран в резултат на търг, в който са участвали и южнокорейската K2 Black Panther, руската Т-90 и немската Leopard 2.

## Устройство
БМ „Оплот“ има класическа компоновка. В предната част се намира отделението за управление, в средната е бойното отделение, а в кърмовата – машинно-трансмисионното отделение. Екипажът се състои от трима души: командир, мерач и механик-водач.

### Двигател
Двигателят е 6ТД-2Е  – боксерният дизелов двигател 6ТД-2Е с течно охлаждане и правоточно продухване с мощност 1200 к.с..

### Въоръжение
БМ „Оплот“ е въоръжен със 125 мм гладкостволно оръдие КБА-3. Боекомплектът – 46.
С оръдието има сдвоена една 7,62-мм картечница КТ-7,62 с темп на стрелба 700-800 изстрела в минута. Боекомплектът за нея е 1250 патрона.
По-късно започва да се монтира и 12,7 мм зенитна картечница КТ-12,7, дистанционно управлявана от командира на танка. Боекомплектът за нея е 450 патрона.
БМ „Оплот“ имат система за стрелба с управляеми противотанкови ракети – „Комбат“.
Танковете БМ „Оплот“ разполагат със система за управление на огъня осигурява денонощно и целодневно насочване и стрелба на оръдие, сдвоени и зенитни картечници, включително командира на танковете.

### Модификации за държави клиенти
- БМ «Оплот-Т»  – машини, доставени на Тайланд, направи някои промени в интериорното оборудване, комуникационното оборудване и слушалките, инсталира климатик за комфортна работа на танкери в тропически климат.

### Машини на базата на БМ „Оплот“
- БРЭМ-84 – бронирана ремонтно-евакуационна машина.

## Оператори
- Украйна – ~2
- Тайланд - 49